# Luis Durán Riquelme
Luis Edmundo Durán Riquelme (n. Valdivia, Chile, 2 de junio de 1979) es un exfutbolista chileno. Jugaba de defensa y su último club fue el Persita Tangerang de la Super Liga de Indonesia.                                                                                            Desarrolló su carrera en clubes de su país y de Indonesia.

## Clubes
| Club               | País      | Año       |
| ------------------ | --------- | --------- |
| Deportes Linares   | Chile     | 1997-2001 |
| Unión La Calera    | Chile     | 2002      |
| Deportes Ovalle    | Chile     | 2003      |
| Deportes Copiapó   | Chile     | 2004-2005 |
| Santiago Wanderers | Chile     | 2006      |
| Mitra Kukar        | Indonesia | 2007-2008 |
| Persis Solo        | Indonesia | 2008-2009 |
| Persita Tangerang  | Indonesia | 2009-2016 |